# Бакли, Сэмюэл Ботсфорд
Сэмюэл Ботсфорд Бакли (англ. Samuel Botsford Buckley, 9 мая 1809 — 18 февраля 1884) — американский ботаник, геолог и натуралист (естествоиспытатель).

## Биография
Сэмюэл Ботсфорд Бакли родился в штате Нью-Йорк 9 мая 1809 года.
В 1836 году окончил Уэслианский университет (Мидлтаун, Коннектикут).
В 1837—1838 годах Бакли собрал ботанические коллекции в штатах Виргиния и Иллинойс.
В 1842 году путешествовал по югу, открыв двадцать четыре новых вида растений и новый род, который был назван Buckleya.
С 1874 по 1875 год был государственным геологом Техаса.
Описал 67 видов муравьёв из Северной Америки.
Сэмюэл Ботсфорд Бакли умер в городе Остин, в Техасе, 18 февраля 1884 года.

## Публикации
- Buckley, S. B. 1860. The cutting ant of Texas. Proc. Acad. Nat. Sci. Phila. 12: 233—236[2].
- Buckley, S. B. 1860. Myrmica (Atta) molefaciens, Stinging Ant or Mound-Making Ant, of Texas. Proc. Acad. Nat. Sci. Phila. 12: 445—447[2].
- Buckley, S. B. 1866. Descriptions of new species of North American Formicidae. Proc. Entomol. Soc. Phila. 6: 152—172[2].
- Buckley, S. B. 1867. Descriptions of new species of North American Formicidae (continued from page 172.). Proc. Entomol. Soc. Phila. 6: 335—350[2].

## Почести
Род растений Buckleya (англ.) был назван в его честь.